# Kearney, Missouri
Kearney är en ort i Clay County i delstaten Missouri, USA.